# 葛卡乡
葛卡乡，是中华人民共和国四川省甘孜藏族自治州道孚县下辖的一个乡镇级行政单位。

## 行政区划
葛卡乡下辖以下地区：
甲拔村、觉洛寺村、各卡村、加拉宗村、冻坡呷村、沙湾村、约呷村和农甫村。